# Éléonore Escallier
Marie Caroline Éléonore Escallier (geboren als Marie Caroline Éléonore Légerot 1827 in Poligny (Jura); gestorben 14. Juni 1888 in Sèvres (Département Hauts-de-Seine)) war eine französische Malerin. Sie arbeitete außerdem als Porzellanmalerin und wandte innovative Techniken, wie die pâte-sur-pâte-Technik an.

## Leben und künstlerische Entwicklung

### Ausbildung und Familie
Éléonore Légerot war die Tochter eines Gutsbesitzers und einer vermögenden Mutter. Sie wurde in Dijon Schülerin von Jules Claude Ziegler (1804–1856), einem französischen Maler und Keramikmeister. 1848 heiratete sie den Kaufmann Pierre-Joseph-Augustin Escallier. In Paris wohnte sie in der Rue Notre-Dame-des-Champs 83.

### Blumenmalerin und Porträtmalerin
Escallier war vor allem für ihre Blumen- und Früchte-Stillleben bekannt, malte Vögel und Gärten. Ihren Arbeiten wird eine naturpoetische Sinnlichkeit zugeschrieben, sie setzte eine nuancenreiche, intensive Farbgebung ein. Sie nahm erstmals 1857 am Salon de Paris und stellte dort bis 1880 regelmäßig aus. Als Debütantin stand Escallier im Salon de Paris 1857 unter besonderer Beobachtung. Der Kunstkritiker Théophile Gautier fand sie „weniger brillant, aber wahrer als Saint-Jean“, „sie bringt Zeichnung und Stil in ein Genre, in dem wir bisher nur die Brillanz des Tons suchten“. Über die im Salon von 1861 ausgestellten Tafeln L'étang und Le jardin schrieb Gautier, dass sie „jene Wissenschaft und Sicherheit der Zeichnung besitzen, die Madame Escallier charakterisieren“.
Escallier suchte nach Anerkennung ihrer künstlerischen Fähigkeiten und wollte von ihrer Kunst leben können. Im Jahr 1863 stellte sie ihr Selbstporträt im Salon de Paris aus. In diesem Werk stellte sie sich bei der Arbeit dar, wie sie eine Vase bemalt und von Blumen umgeben ist. 1865 und 1866 schrieb sie an Alfred Émilien de Nieuwerkerke, dem Leiter der Pariser Salons, und bat ihn um offizielle Anerkennung ihrer Arbeit und darum, dass ihre Werke von den kaiserlichen Museen gekauft würden, damit sie ihren Lebensunterhalt mit ihrem künstlerischen Schaffen bestreiten könne: Zwei Gemälde, Fleurs und Vase de fleurs, wurden von der Museumsverwaltung erworben und an die Museen von Saint-Étienne und Lons-le-Saunier verteilt. Ein drittes Werk, Les Chrysanthèmes, wurde 1869 angekauft. Es befindet sich im Musée d’Orsay. Das Gemälde Pêches et raisin du Jura wurde 1872 angekauft und befindet sich im Musée des Beaux-Arts Dijon.
Am 1. Mai 1869 widmete ihr die Zeitschrift La Revue des deux mondes einen Artikel:

„Mme Éléonore Escallier, sehr lange unbekannt oder verkannt, offenbart sich durch Erfolg. Sie hat den Glanz, sie hat die Grazie, sie hat die breite und kräftige Faktur, und über alles andere zeichnet sie [...] eine Blume wie eine Figur, als klassische Künstlerin und als würdige Schülerin Zieglers“

Am 12. April 1872 lobte Louis Enault in Le Constitutionnel: „Frau Escallier ist die Königin der Blumen.“ Neben der Blumenmalerei erstellte Escallier auch eine Reihe von Porträts. So entstanden das Portrait de Marie Feuvrier à vingt-quatre ans und das Portrait de Madame Dugné, née Paffeney, à vingt ans, die beide im Besitz des Musée des Beaux-Arts in Dole sind. 1874 fertigte Escallier für den Salon de l'Aurore und die Museen im Palast der Ehrenlegion sechs Türüberwürfe mit Blumen und Emblemen an. Sie passte den Stil ihrer Entwürfe der Rokoko-Gestaltung der Räume an. Ein zweiter Auftrag kam 1878 für den Tapisserie-Entwurf Le Printemps, den sie bis 1880 fertiggestellte und der von der Manufacture nationale de Beauvais als Wandteppich für die große Treppe des Palais du Luxembourg realisiert wurde. Er wurde 1887 der französischen Botschaft in Berlin übergeben wurde.

### Lehrerin
1858 bewarb sich Escallier um die Direktorenstelle an der Zeichenschule für Frauen, die von der Société des Amis des Arts de Dijon geplant worden war. Später lehrte sie Blumenmalerei und dekoratives Malen an der École impériale de jeunes filles. Éléonore Escallier hatte eine Schülerin namens Marguerite Escalier (1854–1945). Diese nahm ab 1877 mit eigenen Werken am Salon de Paris teil. Ob es sich um die Tochter handelt, ist zweifelhaft.

### Porzellanmalerin
Zwischen 1859 und 1874 war Escallier als Porzellanmalerin in der Fayencerie von Théodore Deck (1823–1891) tätig. Bei Deck entwickelte sie eine Vorliebe für den Japonismus und bemalte Teller, Platten und Vasen mit japanischen Motiven. Derart gestaltete Stücke, die sie im Salon de Paris 1867 präsentierte, wurden vom Musée des Arts décoratifs Paris und dem South Kensington Museum (heute Victoria and Albert Museum) London gekauft. Auch eine Fayence-Platte mit dem Titel Perroquet sur une branche de cerisier stellte sie 1871 fertig.
1868 und erneut 1871 bewarb sich Escallier bei der Manufacture royale de porcelaine de Sèvres. Mit Unterstützung von Deck, der Mitglied der Commission de perfectionnement de Sèvres wurde, und von Jules Champfleury, dem Leiter der Sammlungen der Manufaktur, bekam sie ab 1874 dort eine Anstellung. Sie entwickelte neue Modelle für die Manufaktur und erlernte die kunstvolle pâte-sur-pâte-Technik.
Für die Weltausstellung 1878 in Paris schuf sie die Vase de la ville de Paris. Diese wurde zunächst an das Außenministerium und anschließend an das Kultusministerium übergeben. Der zugehörige Entwurf und weitere Arbeiten befinden sich im Musée national de Céramique – Sèvres.

### Tod
Anlässlich des Todes von Escallier 1888, veranstaltete die Manufaktur von Sèvres eine Retrospektive ihrer Werke: „Die Verwaltung wollte damit einer Künstlerin huldigen, die ständig auf der Suche nach dekorativen Linien und Ornamenten mit neuer Wirkung war“. Der Kunstkritiker Arsène Alexandre schrieb daraufhin:

„Hier ist eine Frau, eine echte Künstlerin, die sich der Dekoration widmet, und auf Anhieb zeichnen sich ihre Versuche inmitten der Arbeiten der Arbeiter aus. Vergleichen Sie einmal in Sèvres die wenigen Vasen von Frau Escalier mit dem Durchschnitt der anderen, und Sie werden auf der einen Seite Originalität und Anmut, auf der anderen Trockenheit und Kälte finden.“

Escallier ist auf dem Friedhof von Bruyères (Sèvres) begraben.

## Ausstellungen
Escallier nahm regelmäßig am Salon de Paris und auf anderen Ausstellungen teil:
- Salon de Paris 1857 mit Le vase de fleurs und Les Iris
- 1858 Ausstellung der Société des Amis des Arts, Dijon[2]
- 1860 Ausstellung in Troyes und Silbermedaille[3]
- 1860 Salon de Lyon[2]
- Salon de Paris 1861 mit den dekorativen Tafeln L'étang und Le jardin und den Gemälden Panier de fleurs und Petit vase de pétunias
- 1862 Ausstellung des Salon des Amis des Arts in Besançon[3]
- Salon de Paris 1863 mit Portrait de l'auteur
- Salon de Paris 1864 mit Un faisan
- Salon de Paris 1865 mit La jeune fille au poisson und Vase de fleurs
- Salon de Paris 1866 mit Fleurs
- Salon de Paris 1867 mit Vase de fleurs und Coin de jardin
- Weltausstellung Paris 1867[2]
- Salon de Paris 1868 mit Fleurs et oiseaux, einer Fayence  und Medaille
- Salon de Paris 1869 mit Les chrysanthèmes und Les pêches[6]
- 1869 Ausstellung des Salon des Amis des Arts in Bordeaux[3]
- Salon de Paris 1870 mit Fleurs d'automne und Prunes monsieur
- Salon de Paris 1872 mit Fleurs du printemps und Pêches et raisins du Jura
- 1872 Kunstmuseum in Dijon mit Pêches et raisins du Jura[6]
- Salon de Paris 1873 mit Coin de jardin und Dernières fleurs
- Salon de Paris 1874 mit Fleurs d'automne, Fruits und Œillets de mai
- Salon de Paris 1875 mit zwei dekorative Tafeln für den Palast der Ehrenlegion und dem Gemälde Le panier de muguet[9]
- Salon de Paris 1877 mit Bourriche de quarantins
- Weltausstellung Paris 1878 mit Vase de la ville de Paris[2]
- Salon de Paris 1880 mit Le Printemps, einer Vorlage für den Beauvais-Wandteppich für die große Treppe des Palais du Luxembourg
- Weltausstellung Antwerpen 1885 und Goldmedaille[2]

## Werke
Werke von Escallier befinden sich in öffentlichen Sammlungen folgender Einrichtungen: Musée des Beaux-Arts Dijon; Badisches Landesmuseum Karlsruhe; Limoges: Musée Adrian Dubouché, London: Victoria & Albert Museum; New York: Metropolitan Museum of Art; Musée des Arts décoratifs Paris; Paris: Muséum national d’Histoire naturelle; Paris: Musée d’Orsay; Paris: Hôtel de Salm; Paris: Musée National d’Art Moderne; Paris: Palais du Luxembourg; Saint-Étienne/Loire: Musée d’art moderne; Musée national de Céramique Sèvres.